# Хілкотой
Хілкото́й (рос. Хилкотой) — село у складі Красночикойського району Забайкальського краю, Росія. Входить до складу Жиндойського сільського поселення.

## Населення
Населення — 81 особа (2010; 120 у 2002).
Національний склад (станом на 2002 рік):
- росіяни — 99 %